# John Loengard
John Loengard, né le 5 septembre 1934 à Manhattan et mort le 24 mai 2020 dans le même borough, est un reporter photographe, écrivain et éditeur américain.

## Biographie
Né à New York en 1934, John Loengard s’intéresse à la photographie dès l’âge de onze ans, quand, à la fin de la Seconde Guerre mondiale  son père lui offre un Kodak Brownie. Il commence à prendre des photos pour illustrer le journal de son lycée. En 1956, alors qu’il étudie au Harvard College, le magazine Life lui demande de photographier un cargo échoué à Cape Cod, la photo ne sera jamais publiée, mais ce sera le début d’une longue collaboration avec la publication. Quelques années pigiste, il est en gagé par Life magazine à partir de 1961. Il en devient le rédacteur en chef photo de 1973 à 1987.
Il a enseigné à l’International Center of Photography (New York) et à la New School for Social Research (New York). Il est l’auteur de nombreux ouvrages de photographie.
John Loengard meurt le 24 mai 2020 à Manhattan des suites d’une insuffisance cardiaque à l’âge de 85 ans.

## Distinctions
- 2004 : Henry R. Luce Award (en), « Lifetime Achievement Award » décerné par Time Inc.
- 2005 :  American Photo Magazine le désigne comme l’une des « 100 personnalités les plus importantes de la photographie »[2].
- 2018 : International Photography Hall of Fame (en) qui rend hommage aux grands contributeurs dans le domaine de la photographie[3].

## Publications
- Pictures Under Discussion (New York : Amphoto, 1987),  (ISBN 0-8174-5539-6). Photographies de John Loengard.
- Life Classic Photographs: A Personal Interpretation by John Loengard (Boston : Little, Brown and Company, 1988),  (ISBN 0-8212-1714-3). Sélection et commentaires de John Loengard.
- Life Faces, with Commentary by John Loengard (New York : Macmillan, 1991),  (ISBN 0-02-574043-1). Sélection et commentaires de John Loengard.
- Celebrating the Negative (New York : Arcade Publishing, Inc., 1994),  (ISBN 1-55970-282-6).
- Georgia O'Keeffe at Ghost Ranch (Munich : Schirmer / Mosel, 1995),  (ISBN 3-88814-745-X) ; (New York : Stewart, Tabori & Chang, 1995),  (ISBN 1-55670-423-2); (New York : Te Neues, 1998),  (ISBN 3-8238-9965-1)
- Life Classic Photographs: A Personal Interpretation by John Loengard, Updated With New Photographs (Boston : Little, Brown and Company, 1996),  (ISBN 0-8212-2263-5)
- Life Photographers: What They Saw (New York : Bullfinch, 1998),  (ISBN 0-8212-2518-9). Interviews par John Loengard de 44 photographes qui étaient membres du staff de Life entre 1936 et 1972.
- The Great Life Photographers (New York : Bulfinch, 1988),  (ISBN 978-0-8212-2892-0). John Loengard a conçu ce livre, étant l'éditeur contributeur et ayant écrit l'introduction.
- As I See It (New York : Vendome, 2005),  (ISBN 086565-167-1) ; (Londres : Thames & Hudson, 2005),  (ISBN 0-500-54307-0) ; Monografie John Loengard (Paris : Éditions de La Martinière, 2005),  (ISBN 2-7324-3368-3). Une rétrospective des photographies de John Loengard[4].
- Georgia O'Keeffe / John Loengard Paintings & Photographs (Munich : Schirmer / Mosel, 2006),  (ISBN 3-8296-0103-4),  (ISBN 978-3-8296-0103-0); Image and Imagination, Georgia O'Keeffe by John Loengard (San Francisco : Chronicle, 2007),  (ISBN 0-8118-6132-5), Georgia O'Keeffe / John Loengard Paintings & Photographs  (Munich : Schirmer / Mosel, 2016),  (ISBN 978-3-8296-0786-5). Photographies par Loengard et peintures par O'Keeffe. Avec une introduction de John Loengard.
- Age of Silver: Encounters with Great Photographers (Brooklyn : powerHouse, 2011),  (ISBN 978-1-57687-587-2). Portraits de photographes par John Loengard.
- Moment By Moment (New York, Thames & Hudson, 2016),  (ISBN 978-0-500-97077-5). Photographies de John Loengard.

### Videogramme
- (en) John Loengard dans le show de Charlie Rose, à l’occasion de la publication de son ouvrage Age of Silver: Encounters with Great Photographers, 12 août 2011.

### Portfolios
- (en) « John Loengard: moment by moment – in pictures », The Guardian, 14 décembre 2016.
- « Les grands photographes du 20e siècle : John Loengard », consulté le 1er juin 2020.